# 타이베이 첩운 반난선
타이베이 첩운 반난선(중국어 정체자: 板南線, 한자음: 판남선, 영어: Bannan line)은 대만의 타이베이 MRT 공사에서 운영 중인 노선이다. 노선색은 ■청색이다.
반난선은 중전철에 속하며, 전 구간이 지하에 건설되어있다. 이것은 타이베이시를 동서로 잇는 대형 운수형태라고 할 수 있다. 노선은 동쪽의 난강전람관역(南港展覽館站)에서 시작하여, 중샤오 둥루, 중샤오 시루, 중화루, 허핑시루 등을 거쳐 신뎬시(新店溪)를 건넌다. 이어서 원화루, 잔첸루, 셴민다다오, 난야난루, 쓰촨루, 진청루, 중양루 등을 거쳐 융닝역(永寧站)까지 이어져있다. 현재, 융닝 역에서 딩푸역(頂埔站)까지 연장하는 공사와 난강 역에서 난강 전람관역까지 연결하는 공사를 진행 중이다. 총 연장 28.2 킬로미터이다.

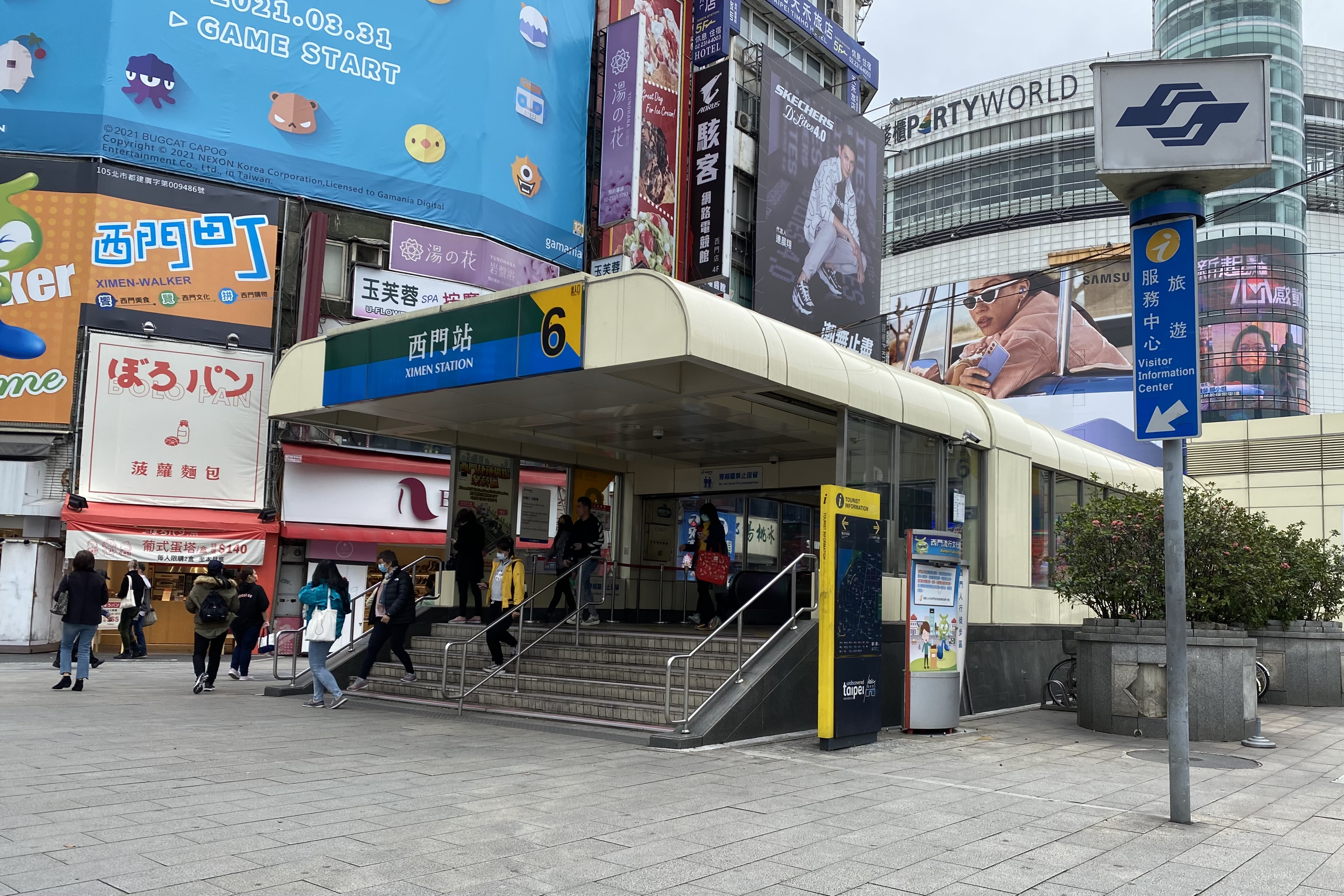
시먼역 출입구 6

## 역사
- 1990년 11월 8일: 난강선 구간 공사 개시.
- 1991년 12월 30일: 타이베이역 서쪽 지하 통로가 개장.
- 1993년 12월 24일: 중샤오둥루와 사오싱루 교차로에서 난강선 건설을 위한 개착 작업 실시하였고, 이 과정에서 교통 체증을 유발하였다.
- 1998년 10월 30일 : 쿤양과 허우산피 간 터널 공사 완료.
- 1999년 12월 24일 : 타이베이시청에서 룽산쓰 까지의 구간이 영업 운행을 시작.
- 2000년 8월 31일 : 룽산쓰에서 신푸 까지의 구간이 영업 운행을 시작.
- 2000년 12월 30일 : 쿤양에서 타이베이시청까지의 구간이 영업 운행을 시작.
- 2001년 9월 17일 : 태풍 나리의 영향으로 많은 난강선 역들이 홍수에 잠겨 운행 불능 상태가 되었다.
- 2001년 11월 29일 : 태풍으로 손상된 타이베이역이 다시 개방되었다.
- 2003년 12월 30일 : 난강선에서 난강역까지의 동쪽 연장선 건설 시작.
- 2004년 11월 17일 : 난강선에서 난강전람관역까지의 동쪽 연장선 건설 시작.
- 2006년 5월 27일 : 반차오 ~ 투청간 노선의 시운전 시행.
- 2006년 5월 31일 : 신푸 ~ 융닝 간 노선의 영업 운행을 시작.
- 2008년 5월 16일 : 난강 구간 동부 연장선 시운전 시행.
- 2008년 12월 25일 : 난강 구간 동부 연장선(난강 행)의 영업 운행을 시작.
- 2011년 2월 27일 : 난강 구간 동부 연장선의 나머지 부분(난강전람관 행)이 영업운행을 시작.[1][2]
- 2015년 7월 6일: 최종연장선인 딩푸 행 투청 구간 연장이 영업 운행 시작.

## 명칭
반난선은 건설 기간과 단계에 따라 부르는 명칭이 다르며, 난강선(南港線)과 반차오선(板橋線) 그리고 투청선(土城線)으로 나뉜다. 시먼역(西門站)과 푸중 역(府中站)을 경계로하여, 시먼역의 동쪽을 난강선, 시먼역과 푸중역 사이를 반난선, 푸중 역을 포함하여 그 남쪽을 투청선이라고 부른다. 타이베이 MRT 공사는 난강선과 반차오선을 통합하여 반난선(板南線)이라고 부르며, 이것을 노선의 정식 명칭으로 삼고 있다. 또한, 투청선과 반난선을 합하여 반투선(板土線)이라는 약칭으로 부르기도 하지만, 많이 사용하지는 않는다. MRT역 내에서는 반난선을 반난선(板南線)으로 표시하고 있으며, 때때로 반난선이라는 명칭 뒤에 괄호와 함께 반난선이라는 명칭을 병기하기도 한다.

## 열차 운행 정보
2017년 12월 기준 비혼잡 시간대의 배차 시간은 아래와 같다.
- 구간차 (시간당 8대) : 「<난강전람관(南港展覽館)—극동병원(亞東醫院)」
- 전노선 운행열차 (시간당 7대) : 「난강전람관(南港展覽館)—딩푸(頂埔)」

## 차량
- 321형 (101~116, 175/176, 119~172호대)
- 341형 (201~212호대)

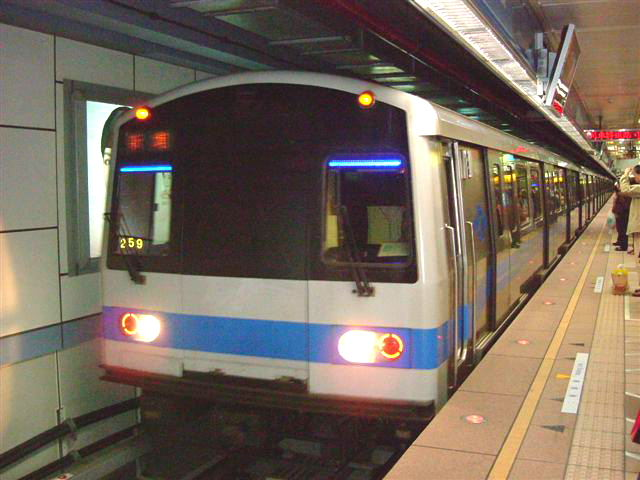
321형
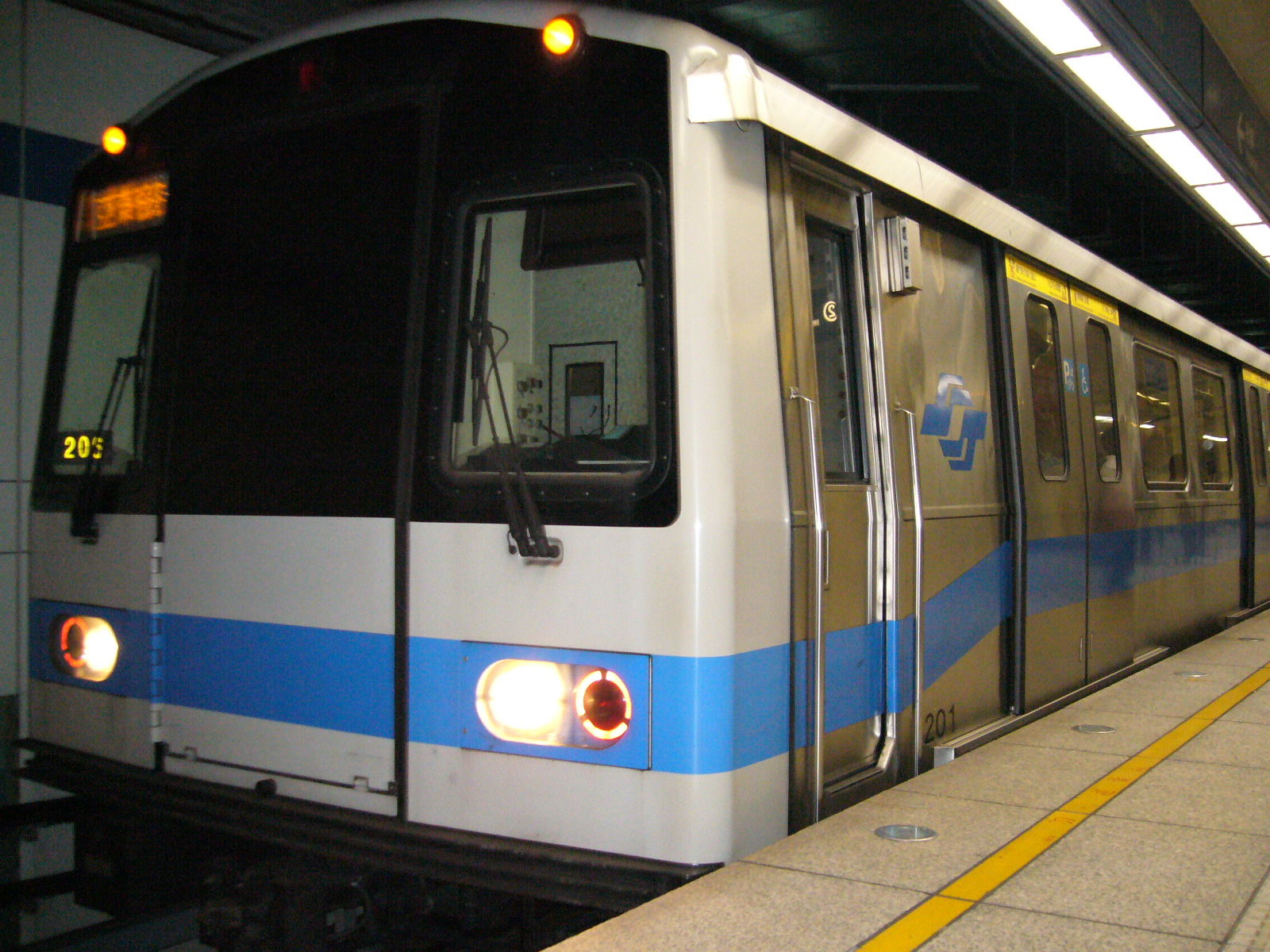
341형

## 역 소개
| 역 번호 | 역명                        | 역명                | 역명                                                          | 접속 노선                                                                                       | 소재지     | 소재지        |
| 역 번호 | 한국어                      | 중국어              | 영어                                                          | 접속 노선                                                                                       | 소재지     | 소재지        |
| ------- | --------------------------- | ------------------- | ------------------------------------------------------------- | ----------------------------------------------------------------------------------------------- | ---------- | ------------- |
| BL23    | 난강전람관                  | 南港展覽館          | Taipei Nangang Exhibition Center                              | 타이베이 첩운 원후선                                                                            | 타이베이시 | 난강구        |
| BL22    | 난강                        | 南港                | Nangang                                                       | ■ 타이완 철로 관리국 종관선 ■ 타이완 고속철도                                                   | 타이베이시 | 난강구        |
| BL21    | 쿤양                        | 昆陽                | Kunyang                                                       |                                                                                                 | 타이베이시 | 난강구        |
| BL20    | 허우산피 (우펀푸상가)       | 後山埤 (五分埔商圈) | Houshanpi (Wufenpu Commercial Zone)                           |                                                                                                 | 타이베이시 | 난강구        |
| BL19    | 융춘                        | 永春                | Yongchun                                                      |                                                                                                 | 타이베이시 | 신이구        |
| BL18    | 타이베이시청                | 市政府              | Taipei City Hall                                              |                                                                                                 | 타이베이시 | 신이구        |
| BL17    | 국부기념관                  | 國父紀念館          | Sun Yat-Sen Memorial Hall                                     |                                                                                                 | 타이베이시 | 신이구 다안구 |
| BL16    | 중샤오둔화                  | 忠孝敦化            | Zhongxiao Dunhua                                              |                                                                                                 | 타이베이시 | 다안구        |
| BL15    | 중샤오푸싱                  | 忠孝復興            | Zhongxiao Fuxing                                              | 타이베이 첩운 원후선                                                                            | 타이베이시 | 다안구        |
| BL14    | 중샤오신성 (타이베이과기대) | 忠孝新生 (台北科大) | Zhongxiao Xinsheng (National Taipei University of Technology) | 타이베이 첩운 중허신루선                                                                        | 타이베이시 | 다안구 중정구 |
| BL13    | 산다오쓰 (화산)             | 善導寺 (華山)       | Shandao Temple (Huashan)                                      |                                                                                                 | 타이베이시 | 중정구        |
| BL12    | 타이베이역                  | 台北車站            | Taipei Main Station                                           | 타이베이 첩운 단수이신이선 타오위안 국제공항 첩운 ■ 타이완 철로 관리국 종관선 ■ 타이완 고속철도 | 타이베이시 | 중정구        |
| BL11    | 시먼                        | 西門                | Ximen                                                         | 타이베이 첩운 쑹산신뎬선                                                                        | 타이베이시 | 중정구 완화구 |
| BL10    | 룽산쓰 (빵가상권)           | 龍山寺 (艋舺商圈)   | Longshan Temple (Bangka Commercial Zone)                      | ■ 타이완 철로 관리국 종관선 (완화역)                                                            | 타이베이시 | 완화구        |
| BL09    | 장쯔추이                    | 江子翠              | Jiangzicui                                                    |                                                                                                 | 신베이시   | 반차오구      |
| BL08    | 신푸                        | 新埔                | Xinpu                                                         | ■ 타이베이 첩운 환상선 (신푸민성역)                                                             | 신베이시   | 반차오구      |
| BL07    | 반차오                      | 板橋                | Banqiao                                                       | ■ 타이베이 첩운 환상선 ■ 타이완 철로 관리국 종관선 ■ 타이완 고속철도                            | 신베이시   | 반차오구      |
| BL06    | 푸중 (린자화위안)           | 府中 (林家花園)     | Fuzhong (The Lin’s Family Mansion and Garden)                 |                                                                                                 | 신베이시   | 반차오구      |
| BL05    | 극동병원                    | 亞東醫院            | Far Eastern Hospital                                          |                                                                                                 | 신베이시   | 반차오구      |
| BL04    | 하이산                      | 海山                | Haishan                                                       |                                                                                                 | 신베이시   | 투청구        |
| BL03    | 투청                        | 土城                | Tucheng                                                       | ■ 타이베이 첩운 완다중허수린선                                                                  | 신베이시   | 투청구        |
| BL02    | 융닝                        | 永寧                | Yongning                                                      | ■ 타이베이 첩운 완다중허수린선                                                                  | 신베이시   | 투청구        |
| BL01    | 딩푸                        | 頂埔                | Dingpu                                                        | ■ 타이베이 첩운 싼잉선                                                                          | 신베이시   | 투청구        |

## 안내방송
중국어, 영어, (일본어, 한국어,) 대만어, 객가어로 안내
일본어와 한국어로 안내하는 역은 다음과 같습니다.
- 시먼역
- 타이베이역
- 난강전람관 (종점 역)
- 룽산쓰